# Papuánci

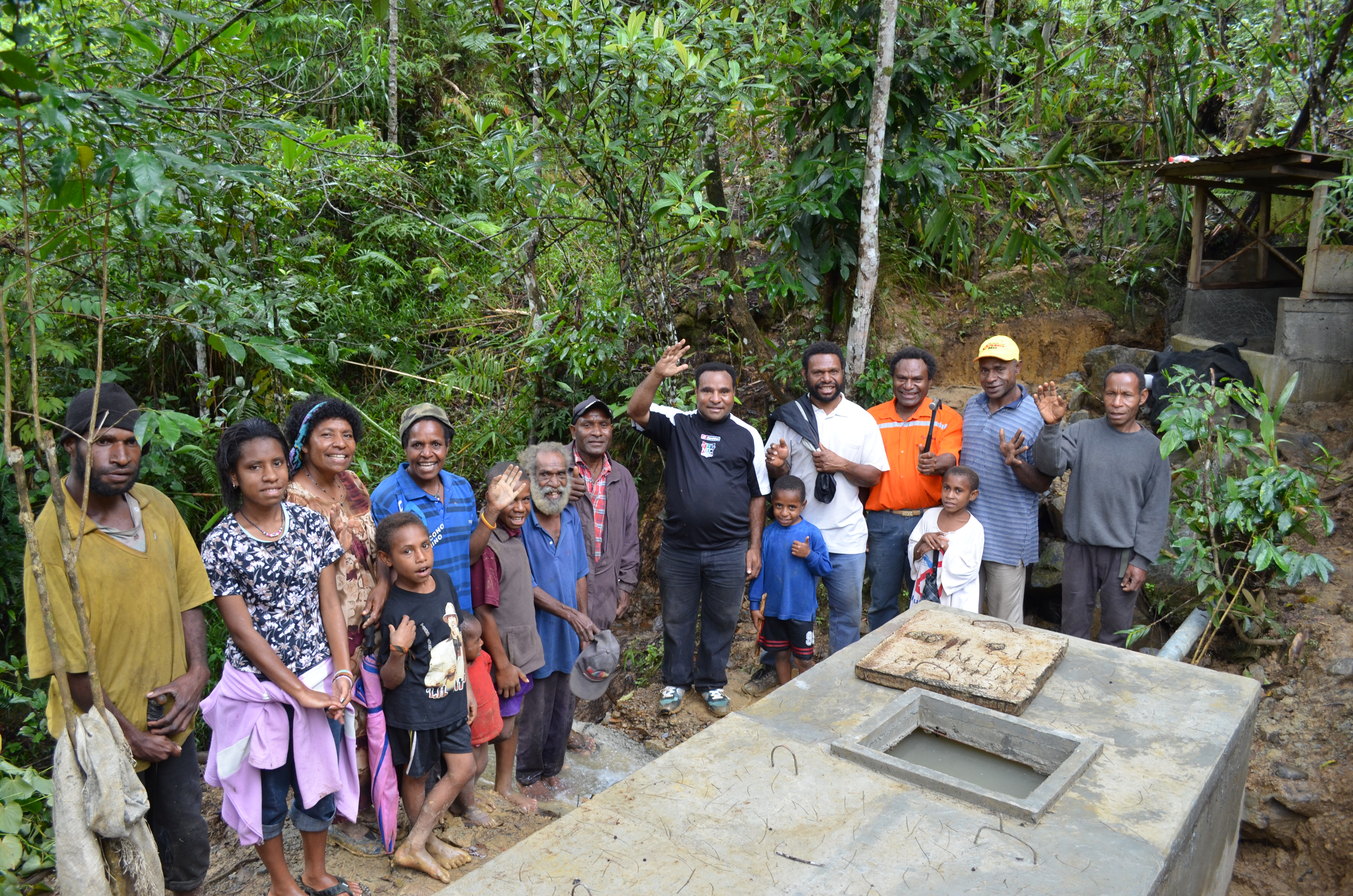
Skupina Papuánců ve městě Mt. Hagen

Papuánci je souhrnný název pro obyvatele Nové Guineje a přilehlých ostrovů, mluvčí papuánských jazyků.

## Původ

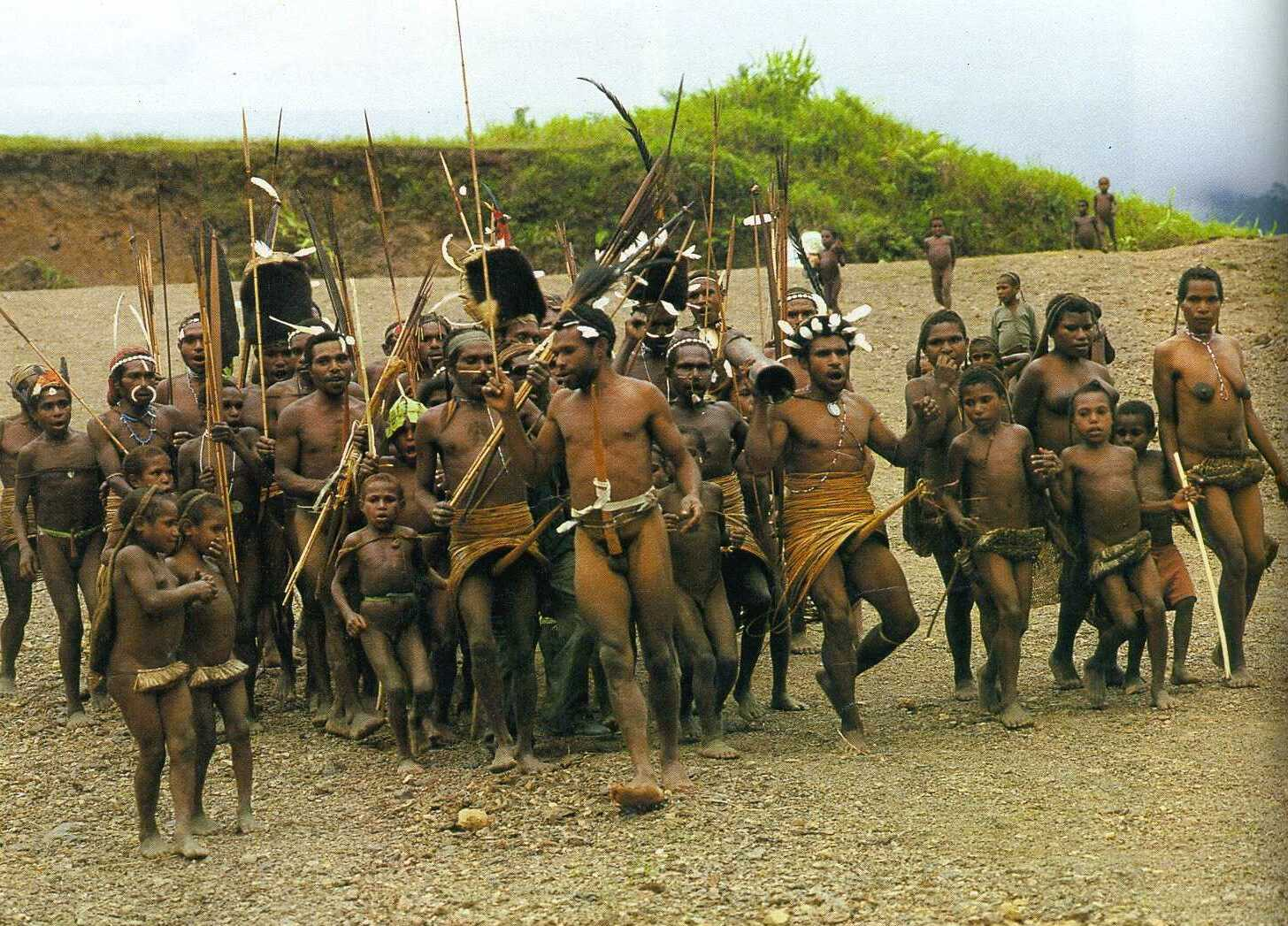
Papuánci ze Západní Nové Guineje

Moderní výzkumy ukazují, že jsou původními obyvateli Nové Guineje, kam dorazili asi před 50 000 lety (tehdy ještě Nová Guinea tvořila s Austrálií jeden kontinent, protože hladina moře byla níže než dnes). Řadí se mezi Melanésany, spolu s Austrálci jedny z původních obyvatel Austrálie. Lingvisticky se nicméně od Austrálců, kteří mluví austronéskými jazyky, liší. Toto rozlišení ale nemusí být vždy přesné, protože mezi Austrálci a Papuánci docházelo k různému stupni mísení, takže např. některé papuánské kmeny v pobřežních oblastech mluví austrálskými jazyky, například jazyk motu v okolí Port Moresby, hlavního města Papuy. Existují i smíšené jazyky obsahující jak papuánské, tak i austronéské prvky gramatiky a slovní zásoby. Papuánské jazyky, dělící se do několika samostatných rodin, nejsou blíže příbuzné austronéským ani australským jazykům, nejpočetnějšími papuánskými jazyky jsou enga a dani.

## Hospodářství
Papuánci jsou většinou zemědělci, typické je zahradnické pěstování hlíznatých rostlin (jamy, batáty, taro), ságové palmy, zeleniny a ovoce, z domácích zvířat chovají prasata a psy, porážejí a jedí je však pouze při slavnostech. Zatímco o zahrady a vepře se starají převážně ženy, muži loví stromové vačnatce, ryby, hady, ale zejména ptáky, kteří kromě masa poskytují i ceněné peří (papoušci, rajky, holub korunáč). Většina papuánských kmenů ještě ve 20. století praktikovala kanibalismus, po roce 1990 však byl zaznamenán pouze u kmene Korowai. Ptačí peří, lastury, kožešiny, ale i části rostlin využívají Papuánci ke zdobení, zejména při tanečních slavnostech, pohřebních a svatebních obřadech. Papuánci před příchodem Evropanů neznali zpracování kovu, nástroje vyrábí tradičně ze dřeva, bambusu a kosti, méně často z kamene.

## Genetika
Podle jedné studie jsou Austrálci a Melanésané včetně Papuánců jedinými lidmi, kteří se křížili s dnes vyhynulým druhem člověka, Denisovany. Podíl genů Denisovanů na papuánském genomu se odhaduje na 4–6 %.